# Cambridge (Nuevo Hampshire)
Cambridge Township es una subdivisión territorial del condado de Coös, Nuevo Hampshire, Estados Unidos. Tiene una población estimada, a mediados de 2023, de 12 habitantes.
En el estado de New Hampshire, las locations, los grants, los townships (que son diferentes a los municipios, llamados towns) y los purchases son subdivisiones territoriales de un condado que no forman parte de ningún municipio y carecen de toda forma de autogobierno.

## Geografía
La subdivisión está ubicada en las coordenadas 44°39′33″N 71°05′51″O / 44.65917, -71.09750 (44.659301, -71.097522). Según la Oficina del Censo, tiene una superficie total de 132.95 km², de los cuales 132.06 km² corresponden a tierra firme y 1.89 km² están cubiertos de agua.

## Demografía
Según el censo de 2020, en ese momento había 16 personas residiendo en la zona. La densidad de población era de 0.12 hab./km². El 87.50 % de los habitantes eran blancos y el 12.50% eran de una mezcla de razas. Del total de la población, el 6.25 % era hispano o latino.